# 고추돌고래속
고추돌고래속(Lissodelphis)은 고래하목 이빨고래소목 참돌고래과에 속하는 고래 속의 하나이다. 고추돌고래속에 속하는 돌고래의 몸 색깔은 희거나 검으며, 등지느러미가 없다는 특징이 있어, 고래 중에서 식별이 가장 쉬운 종의 하나이다. 고추돌고래속은 북방고추돌고래(고추돌고래, L. borealis)와 남방고추돌고래(흰배고추돌고래, L. peronii)의 2종으로 이루어져 있다. 고추돌고래는 1848년에 필(Peale)에 의해 흰배고추돌고래는 1804년에 라세페드(de LaCépède)에 의해 각각 처음 보고되었다. 오래전부터 알려져 있었음에도 불구하고 자세한 사항은 아직 밝혀져 있지 않다.

## 하위 종
- 북방고추돌고래 (Lissodelphis borealis)
- 남방고추돌고래 (Lissodelphis peronii)